# Okres Mrągowo
Okres Mrągowo (polsky Powiat mrągowski) je okres v polském Varmijsko-mazurském vojvodství. Rozlohu má 1065,23 km² a v roce 2019 zde žilo 49 762 obyvatel. Sídlem správy okresu je město Mrągowo.

## Gminy
Městská:
- Mrągowo

Městsko-vesnická:
- Mikołajki

Vesnické:
- Mrągowo
- Piecki
- Sorkwity

## Města
- Mrągowo
- Mikołajki

## Sousední okresy
| Růžice kompasu | Kętrzyn  | Kętrzyn        | Giżycko | Růžice kompasu |
| Růžice kompasu | Olsztyn  | Sever          | Pisz    | Růžice kompasu |
| Růžice kompasu | Olsztyn  | Okres Mrągowo  | Pisz    | Růžice kompasu |
| Růžice kompasu | Olsztyn  | Jih            | Pisz    | Růžice kompasu |
| Růžice kompasu | Szczytno | Pisz, Szczytno | Pisz    | Růžice kompasu |